# Pithecia aequatorialis
Pithecia aequatorialis är en däggdjursart som beskrevs av Hershkovitz 1987. Pithecia aequatorialis ingår i släktet plymsvansapor och familjen Pitheciidae. IUCN kategoriserar arten globalt som livskraftig. Inga underarter finns listade.
Fem exemplar som blev undersökta hade en kroppslängd (huvud och bål) av 84,4 till 90 cm, en svanslängd av 40,5 till 47,4 cm, 12 till 13 cm långa bakfötter och cirka 3 cm stora öron. Hannar och honor skiljer sig i pälsens färgsättning. Hos honor bildas pälsen på ovansidan av gråa och svarta hår vad som ger ett prickigt gråaktigt utseende. På underarmarna kan några mörka hår vara inblandade. Kring ansiktet är pälsen ljusare grå. Nosen är nästan helt naken med svart hud.
Hannarnas päls på ovansidan bildas av svarta hår med vita spetsar och pälsens utseende är svartgrå samt mörkare än honornas päls. Hannar har likaså svart hud på nosen men ringen kring ansiktet är vit. Dessutom finns en vit fläck över varje öga samt en smal vit mustasch på överläppen. Hos båda kön förekommer ett orange område på bröstet som är större och intensivare hos hannar. Dessutom har alla exemplar vita händer.
Denna plymsvansapa förekommer i östra Ecuador och norra Peru. Arten vistas där i låglandet som är täckt av subtropisk skog. Liksom andra plymsvansapor väger arten cirka ett till tre kilogram. Den äter frön, frukter, blommor och andra växtdelar samt några insekter. Ett föräldrapar bildar med sina ungar en liten flock. De rör sig i ett revir som har en radie av 10 till 25 km.